# بارك يوروبا (محطة مترو أنفاق مدريد)
بارك يوروبا (بالإسبانية: Parque Europa)‏ هي محطة مترو أنفاق في مدريد في إسبانيا، تقع على الخط رقم 12.